# Risikoabwägung
Risikoabwägung beschreibt die Erfolgschance im Verhältnis zum Verlust-Risiko, die sich aus einer Handlung oder einer Untätigkeit eines Individuums oder einer Gruppe ergibt.

## Abwägung von Gefahren der Natur
Die Einschätzung von Gefahren durch Naturgewalten erfolgt sowohl durch staatliche Institutionen als auch Versicherungsgesellschaften. Die Risikoeinschätzung führt zu Gesetzen und Verhaltensvorschriften sowie Versicherungsprämien. Dabei bestehen versicherungsfähige und versicherungspflichtige Handlungsfelder zur Minderung der regionalen Gefahrenlast. Die Versicherungen setzen mathematische Modelle zur Einschätzung von Schadenserwartungen ein. Die Prämien von Versicherungen sind der finanzielle Ausdruck der Risikoabwägung plus Gewinnerwartung unter Berücksichtigung der Anzahl der Versicherten.

## Abwägung von Gefahren durch das Handeln von Gruppen oder Staaten
Im Geschäftsumfeld bestehen Risiken für den Markteintritt in andere Staaten, in neue Marktsegmente sowie durch neue Angebote und Marketingmaßnahmen von Mitbewerbern. Für diese Art der Risikoabwägung wird ein geschäftliches Risikomanagement eingesetzt. Im Bereich von Im- und Export von Produkten besteht eine Zollregim das auf Gesetzen und Verordnungen beruht, welche die Risiken der Staaten und deren Bevölkerung begrenzt.

## Abwägung von Gefahren durch das Handeln anderer Menschen
Im gesellschaftlichen Umfeld agieren Menschen mit dem Ziel des eigenen Nutzens. Dieses Handeln kann Zielen und Erfolgserwartung anderer Menschen zuwiderlaufen und wird deshalb notfalls gerichtlich geklärt. Hinsichtlich des Gerichtskostenrisikos ist ebenfalls eine Risikoabwägung vorzunehmen. Im persönlichen Handlungsumfeld bestehen bei zahlreichen Bedürfnissen des Lebens zahlreiche Versicherungsmöglichkeiten die Risiken von Schaden durch andere Personen bzw. durch eigene Fahrlässigkeit mindern soll. Im täglichen Leben werden Menschen dabei durch Werbung, Fachleute und Influencer beeinflusst. Die Risikoabwägung basiert dabei im Zusammenhang mit dem bestehenden Vertrauen in die Aussage des Informationsgebers.

## Abwägen von Gefahren für Leib und Leben
Das Ende des Lebens bzw. das endgültige Versagen aller lebenserhaltenden Funktionsabläufe kann durch Alter, Krankheit, Suizid, Unfall oder eine Fremdeinwirkung ausgelöst werden. Durch Parlament, Regierungen und Zulassungsbehörden werden Regeln des Verhaltens, der Qualität von Produkten sowie die Verwendbarkeit von Produkten festgelegt und deren Missachtung mit Strafandrohung und Konsequenzen belegt. Die Zulassungsbedingungen werden öffentlich zugänglich gemacht oder finden sich auf den Beschreibungen bzw. Beipackzetteln von Produkten. Speziell im Gesundheitsbereich ist das reale Nutzen-Risiko-Verhältnis schwer abzuwägen. Die letztliche Entscheidung über die Anwendung von medizinischen Maßnahmen hat jede Person für sich selbst zu fällen. Lediglich im Falle einer allgemeinen Epidemie oder Pandemie kann der Gesetzgeber auch Maßnahmen verordnen. Eine Besonderheit ist dabei die Verordnung von Impfpflichten oder Einschränkung von Freiheitsrechten bei Epidemien und Pandemien.
Siehe auch:
- Ärztliche Aufklärung
- Chancengleichheit
- COVID-19-App
- Grippeimpfung
- Luca (App)
- Pflegeassessment
- Restrisiko
- Risikoaggregation
- Risikoanalyse
- Risikogruppe
- Risikoidentifikation
- Risikoklasse
- Risikomaß
- Risikopolitik
- Risikoquantifizierung
- Risikoprämie
- Risikoüberwälzung
- Supravitalität